# Klíčová dírka

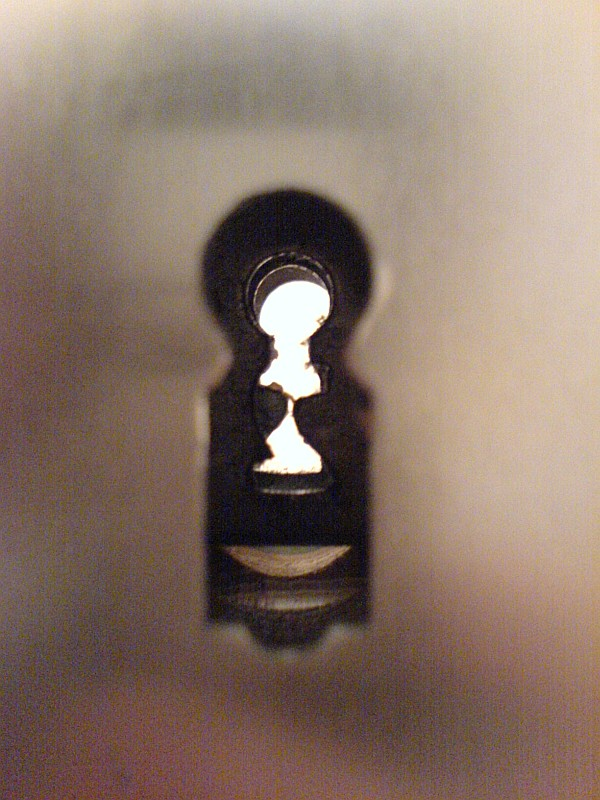
Klíčová dírka

Klíčová dírka je prostor v mechanizovaných zámcích, do kterého se zastrkuje klíč, aby mohl být zámek odemčen, resp. zamčen. U starších modelů je možno skrze klíčovou dírku dveřního zámku „špehovat“, což se dostalo do literatury a lidové slovesnosti. S moderními zámky to však není možné, protože klíčová dírka je příliš úzká.